# Svaneke (plaats)
Svaneke is een plaats in de Deense regio Hovedstaden, gemeente Bornholm. De plaats telt 1120 inwoners (2010).

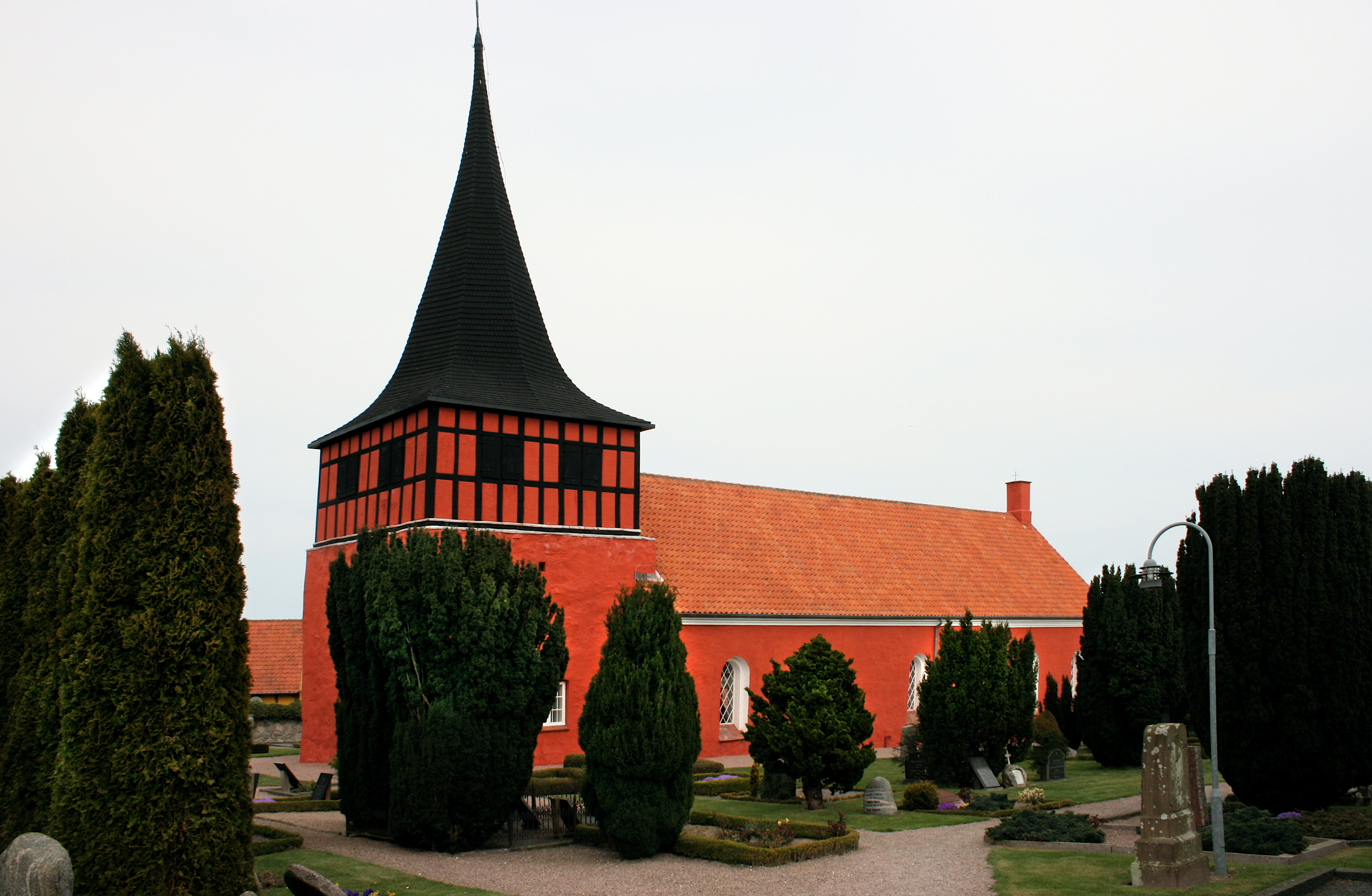
Kerk van Svaneke

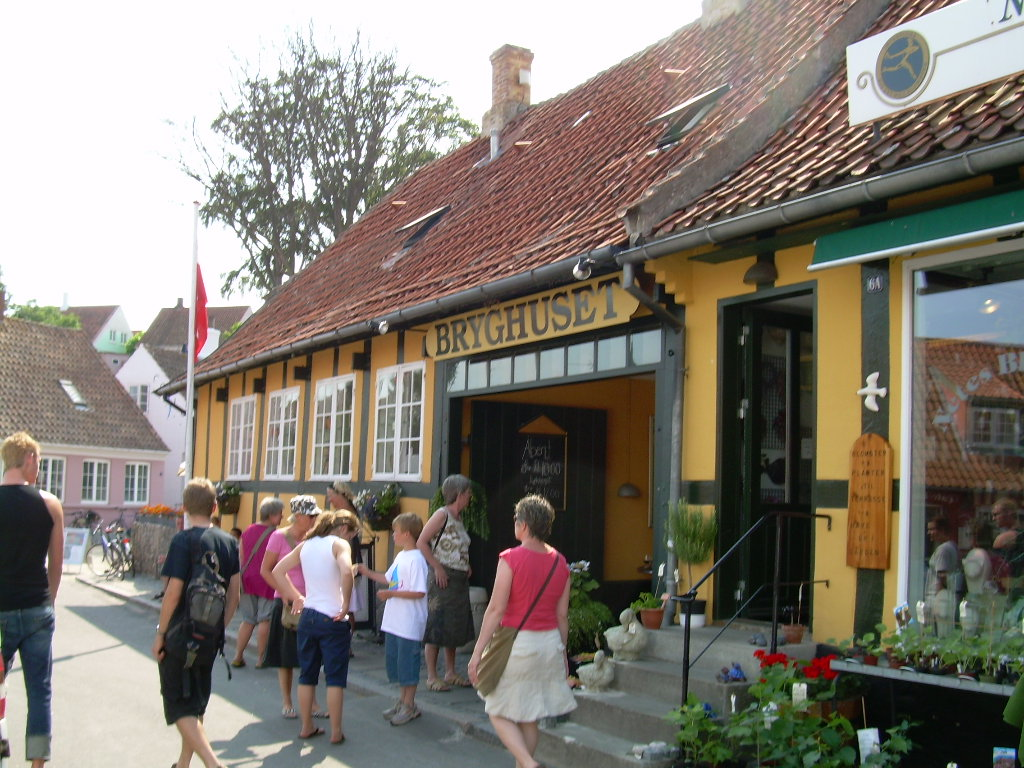
Svaneke Bryggeri

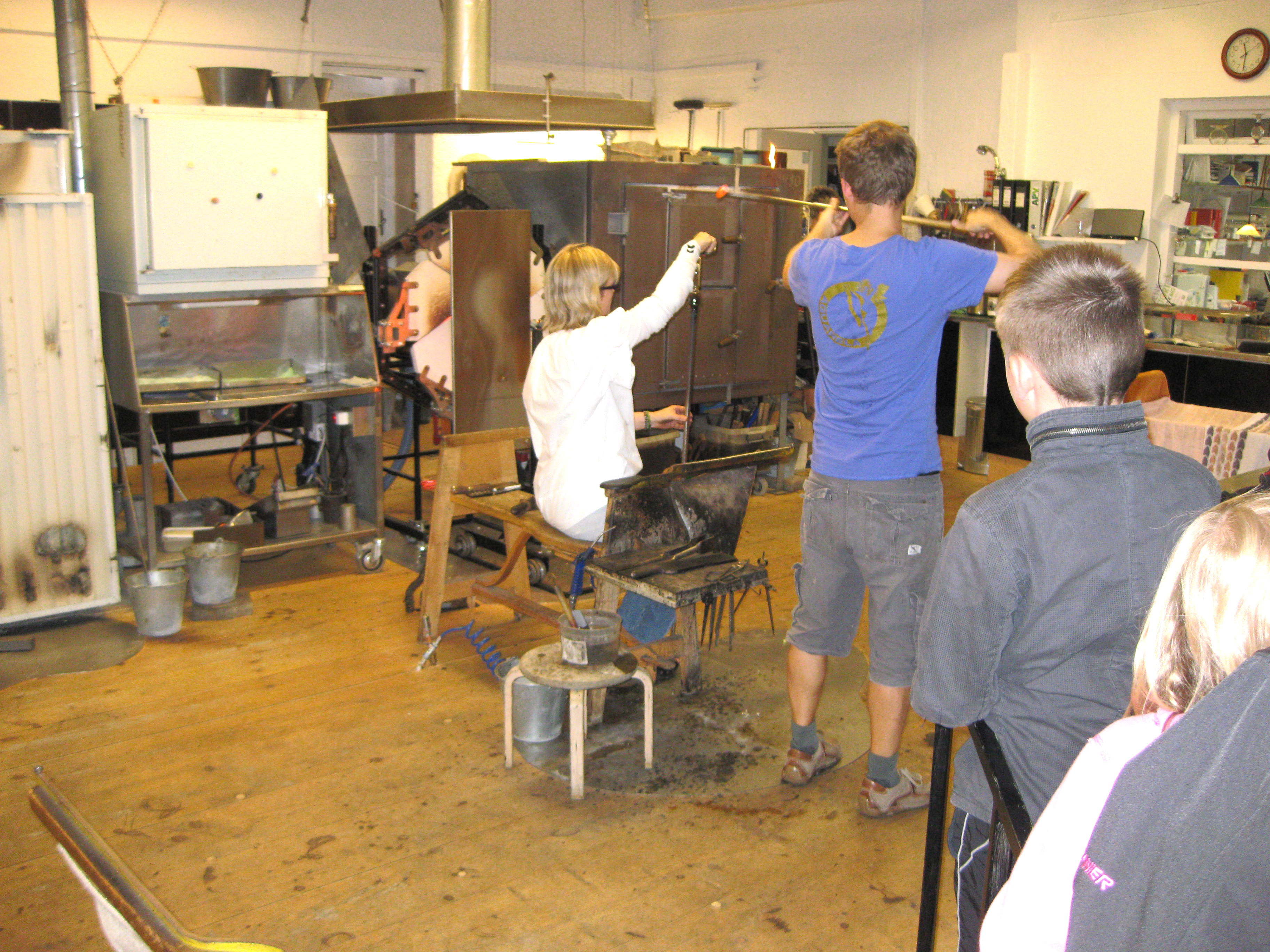
Svanekes glaskunst is open voor het publiek

## Geschiedenis
De stad werd in 1555 gesticht en is een van de kleinste steden van Denemarken. Bij de haven en het grote plein vindt men nog steeds de koopmanshuizen zoals men die uit deze tijd kende. Het huidige hotel, Hotel Østersøen, huist bijvoorbeeld in een koopmanshuis uit het jaar 1600. Bij de stormvloed van 1872 werd het grootste gedeelte van de haven verwoest, en moest het worden herbouwd. Deze gelegenheid werd gebruikt om de haven zodanig uit te bouwen, dat er ook plaats was voor de stoomschepen.
In 1975 kreeg het stadje de gouden medaille van de Raad van Europa daar de stad consequent het historische karakter heeft weten te bewaren.
Svaneke is vooral bekend door de lokale zalmrokerij en de enige brouwerij van het eiland. In Svaneke wordt sinds 1750 bier gebrouwen. De huidige brouwerij, Svaneke Bryghus, werd in 2000 geopend als een van de eerste microbrouwerijen.

## Toerisme
Het toerisme speelt een belangrijke rol voor de bedrijven in Svaneke. Men vindt er een koopman, die geheel in ouderwetse stijl zijn waren aanbiedt. Verder is er een glasblazerij en een fabriek die drop, zuurtjes, chocolade en bonbons produceert. Deze heeft ook een winkeltje en men kan er een rondleiding krijgen. In de zomer worden er ritten aangeboden met paard en wagen waarmee je de oude stad rond rijdt.
Svanekegaarden, Oost-Bornholms cultuurcentrum, ligt in een van de vele oude herenhuizen. Hier is een klein intiem theater, en een sanctuarium voor kunstenaars.
De rokerij Svaneke Røgeriet heeft vijf schoorstenen, die de bijnaam De fem søstre (de vijf zusters) draagt.
Joboland is een dierenpark, pretpark en openlucht zwembad in een. Het is geopend tussen mei en september. Vroeger heette het Brændesgårdshaven.

## Bekende Svanekenaren
- Olof Høst, Schilder

## Toeristisch Svaneke

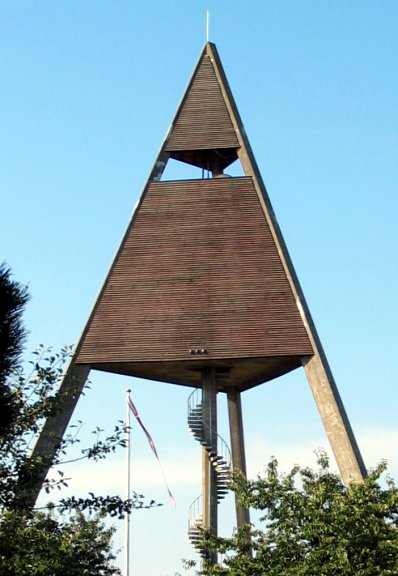
Deze watertoren werd ontworpen door architect Jørn Utzon.
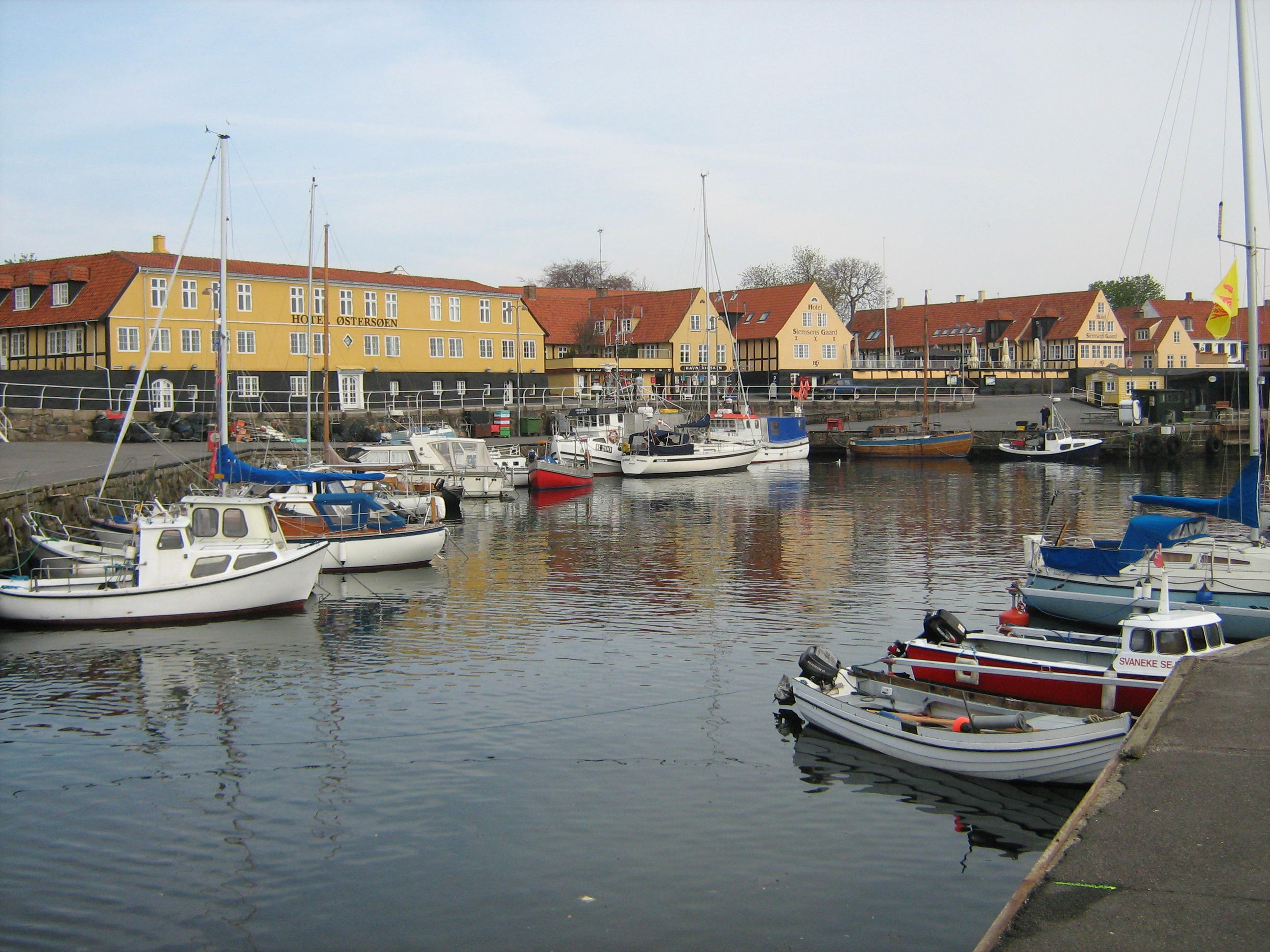
De haven van Svaneke, waar in de zomer vele toeristen aanmeren.
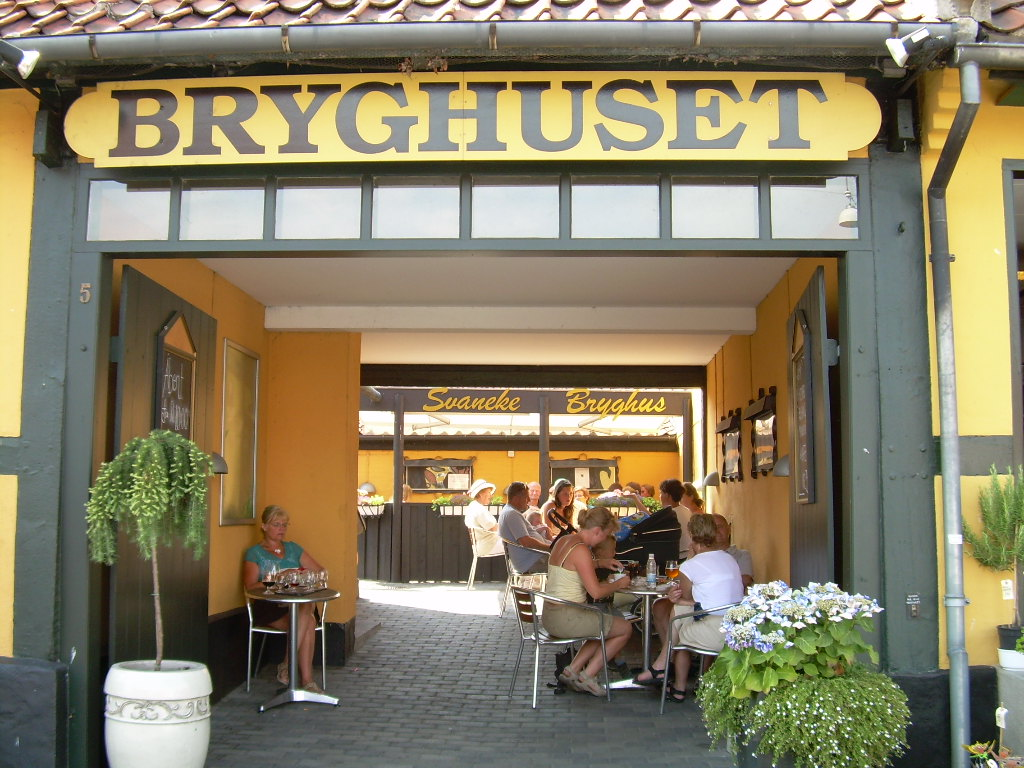
De brouwerij van Svaneke, Svaneke Bryghus, waar men een biertje kan testen.
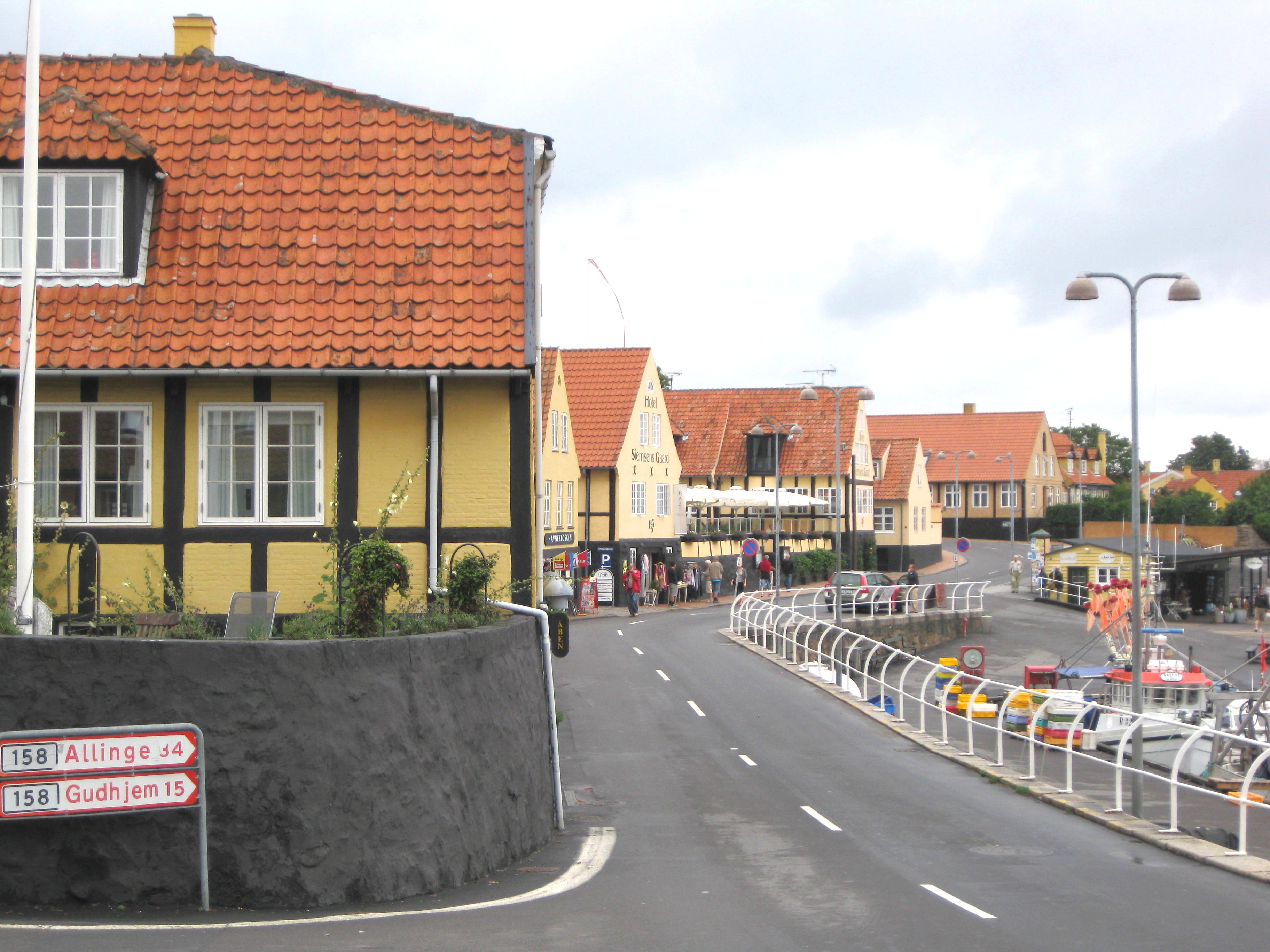
Straatbeeld van Svaneke.

Steden: Aakirkeby · Allinge-Sandvig · Hasle · Nexø · Rønne

Dorpen: Aarsdale · Balka · Gudhjem · Klemensker · Listed · Lobbæk · Nyker · Nylars · Østerlars · Østemarie · Pedersker · Snogebæk · Sorthat-Muleby · Svaneke · Tejn · Vestermarie

Buurtschappen: Arnager · Årsballe · Boderne · Bodilsker · Bølshavn · Dueodde · Helligpeder · Ibsker · Knudsker · Melsted · Olsker · Poulsker · Rø · Rutsker · Sandkås · Smørenge · Stenseby · Teglkås · Vang

Omgeving op en nabij Bornholm: Almindingen · Christiansø · Døndalen · Ekkodalen · Ertholmene · Frederiksø · Gryet · Hammeren · Paradisbakkerne · Rytterknægten · Stammershalle · Troldeskoven
- Gemeinsame Normdatei: 4548557-4
- Virtual International Authority File: 243183538
- WorldCat: E39PBJrWCV3KvPg9WgyHqGwwG3